# Бездрабко Валентина Василівна
Бездрабко Валентина Василівна (*25 вересня 1970, місто Охтирка на Слобожанщині Сумської області, Україна)  — український науковець, доктор історичних наук (2010), професор (2011), відмінник освіти України.

## Біографічні відомості
Бездрабко Валентина Василівна — випускниця історичного факультету Харківського національного університету ім. В. Н. Каразіна (1994). Закінчила аспірантуру Харківського національного університету імені В. Н. Каразіна (1999), кандидатську дисертацію зі спеціальності «Історіографія, джерелознавство та спеціальні історичні дисципліни» захистила в Інституті української археографії та джерелознавства ім. М. С. Грушевського НАН України у 2000 р. 2010 р. закінчила докторантуру Київського національного університету імені Тараса Шевченка та захистила дисертацію на здобуття наукового ступеня доктора історичних наук зі спеціальності «Документознавство, архівознавство». 2011 р. присуджено вчене звання професора.

## Наукові праці
Автор понад 250 наукових праць, у тому числі монографій "Андрій Введенський: історія й історії життя" (2017), «Професор Андрій Введенський» (2013), «Історія науки про документ, або Відкриття відомого» (2011), «Історіографічні ескізи з документознавства, або Персональний текст про персональні тексти» (2010), «Документознавство в Україні: інституціоналізація та сучасний розвиток» (2009), «Часопис „Краєзнавство“ та краєзнавча справа в Україні (кінець 1920-х — початок 1930-х років)» (2005) і навчального посібника «Управлінське документознавство» (2006). Член авторських колективів академічних проектів «Енциклопедія історії України» (з 2003), «Українська архівна енциклопедія» (2008), «Українська журналістика в іменах» (1998—2000), науково-довідкових і навчальних видань «Українські архівісти (XIX-ХХ ст.)» (2007), «Генеральна схема класифікації документної інформації в систематичних каталогах державних архівів України» (2006), «Національний архівний фонд України: засоби інтелектуального доступу до документів» (2002), «Спеціальні історичні дисципліни» (2008), «Нариси історії архівної справи в Україні» (2002)

## Навчально-педагогічні здобутки
В. В. Бездрабко є розробником навчальних типових і робочих планів напряму підготовки «Документознавство та інформаційна діяльність», програм із документознавства, управлінського документознавства, теорії і практики документних комунікацій, документно-інформаційних комунікацій, історіографії документознавства, науки про документ за кордоном, концепцій сучасного документознавства та інших фундаментальних і професійно орієнтованих курсів. Керівник міжнародного науково-теоретичного семінару «Термінологія документознавства та суміжних галузей знань» (із 2007), науковий редактор однойменного продовжуваного видання.
За наукові й освітні здобутки має відзнаки Державного комітету архівів України та Міністерства освіти і науки України, відмінник освіти України (2005).

## Публікації
- Бездрабко В.В. Документознавство в Україні: інституціоналізація та сучасний розвиток [Текст]: [монографія]/Валентина Бездрабко; Київ. нац. ун-т ім. Т. Шевченка. — К.: [Четверта хвиля], 2009. —720 с.